# Lavérune
Lavérune är en kommun i departementet Hérault i regionen Occitanien i södra Frankrike. Kommunen ligger i kantonen Montpellier 8e Canton som tillhör arrondissementet Montpellier. År 2022 hade Lavérune 3 298 invånare.

## Befolkningsutveckling
Antalet invånare i kommunen Lavérune
Referens:INSEE